# Midden-Saksisch voetbalkampioenschap 1910/11
In 1910/11 werd het tweede Midden-Saksisch voetbalkampioenschap gespeeld. Het was tevens het eerste kampioenschap dat georganiseerd werd door de Midden-Duitse voetbalbond. Riesaer SV 03 werd kampioen en plaatste zich zo voor de Midden-Duitse eindronde. De club verloor in de eerste ronde met 2-1 van FuCC Cricket-Viktoria Magdeburg. 

## 1. Klasse
| Plaats | Club            | Wed. | W | G | V | Saldo | Ptn.  |
| ------ | --------------- | ---- | - | - | - | ----- | ----- |
| 1.     | Riesaer SV 03   | 6    | 5 | 0 | 1 | 16:05 | 10:02 |
| 2.     | Döbelner SC 02  | 6    | 5 | 0 | 1 | 05:04 | 10:02 |
| 3.     | FC 1901 Roßwein | 6    | 1 | 0 | 5 | 00:07 | 02:10 |
| 4.     | TuSV Oschatz    | 6    | 1 | 0 | 5 | 00:05 | 02:10 |

|  | Kampioen, geplaatst voor Midden-Duitse eindronde |
|  | Trok zich na dit seizoen terug                   |